# Mircea Paul Peta
Mircea Paul Peta (* 2. April 1994) ist ein rumänischer Volleyballspieler.

## Karriere
Peta absolvierte einige Länderspiele mit den rumänischen Junioren. 2014 kam er zum deutschen Verein Oshino Volleys Eltmann. Mit der Mannschaft spielte er in der Zweiten Liga Süd. In der Saison 2018/19 gelang ihm mit dem mittlerweile in Heitec Volleys umbenannten Team der Aufstieg in die Bundesliga. Danach war zunächst ein Wechsel nach Rumänien geplant, bevor sich Peta entschied, in Eltmann zu bleiben. Für die Bundesliga änderte er seine Spielposition vom Diagonalangriff auf den Außenangriff.